# Penhammus
Penhammus is een kevergeslacht uit de familie van de boktorren (Cerambycidae). De wetenschappelijke naam van het geslacht werd voor het eerst geldig gepubliceerd in 1893 door Kolbe.

## Soorten
Penhammus is monotypisch en omvat slechts de volgende soort:
- Penhammus pauper Kolbe, 1893